# Tsugi no ashiato
Tsugi no ashiato (次の足跡) è il quinto album studio del gruppo idol giapponese AKB48, pubblicato nel 2014.

## Tracce
CD 1 (Type A & B)
1. Koi Suru Fortune Cookie (恋するフォーチュンクッキー)
2. Love Shugyō (Love修行) – Kenkyuusei
3. Sayonara Crawl (さよならクロール)
4. Tsuyoi Hana (強い花) – Kenkyuusei
5. Ano Hi no Fuurin (あの日の風鈴) – Waiting Girls
6. Eien Pressure (永遠プレッシャー) – 4:57
7. Aozora Café (青空カフェ)
8. Uza (UZA)
9. Kimi no Tame ni Boku wa… (君のために僕は・・・) – Stage Fighter
10. Watachitachi no Reason (私たちのReason)
11. So Long!
12. Gingham Check (ギンガムチェック)
13. Manatsu no Sounds Good! (真夏のSounds Good !)
14. Otona e no Michi (大人への道)

CD 2 (Type A)
1. After Rain
2. Gugutasu no Sora (ぐぐたすの空)
3. Boy Hunt no Houhou Oshiemasu (ボーイハントの方法 教えます) – Yuria Kizaki, Rino Sashihara, Haruka Shimazaki, Fuuko Yagura
4. JJ ni Karitamono (JJに借りたもの) – Ayaka Umeda, Rie Kitahara, Asuka Kuramochi, Minami Takahashi, Akane Takayanagi, Nana Yamada
5. Shower no Ato Dakara (シャワーの後だから) – Yuki Kashiwagi, Haruna Kojima, Rena Matsui
6. 10 Krone to Pan (10クローネとパン) – Haruka Kodama, Reina Fujie, Nao Furuhata, Sayaka Yamamoto, Yui Yokoyama
7. Kakushin ga Moterumono (確信がもてるもの) – Team A
8. Team Zaka (チーム坂) – Team 4
9. Tsuyosa to Yowasa no Aida de (強さと弱さの間で)
10. Boku wa Ganbaru (僕は頑張る) – Anna Iriyama, Rina Kawaei, Minami Takahashi, Yui Yokoyama, Mayu Watanabe, Yūko Ōshima, Yuki Kashiwagi, Haruna Kojima, Haruka Shimazaki
11. Eien Yori Tsuzuku Yō ni (永遠より続くように) – OKL48

CD 2 (Type B)
1. Smile Kamikakushi (スマイル神隠し) – Tentoumu Chu!
2. Taningyōgi na Sunset Beach (他人行儀な) – Aika Ota, Akari Suda, Suzuran Yamauchi, Miyuki Watanabe
3. Haste to Waste (ハステとワステ) – BKA48
4. Watashi Leaf (わたしリーフ) – Anna Iriyama, Rena Kato, Rina Kawaei, Jurina Matsui
5. Stoic na Bigaku (Stoicな美学) – Miori Ichikawa, Mina Oba, Kanon Kimoto, Sakura Miyawaki, Nako Yabuki, Shu Yabushita, Mayu Watanabe
6. Ponkotsu Blues (ぽんこつブルース)
7. Ichi ni no San (イチニノサン) – Yūko Ōshima, Aki Takajo, Mariya Nagao, Airi Furukawa, Minami Minegishi
8. Kyōhansha (共犯者) – Team K
9. Dōki (動機) – Haruka Shimazaki
10. Kanashiki Kinkyori Renai (悲しき近距離恋愛) – Team B
11. Yume no Kawa (夢の河)